# Zrazy

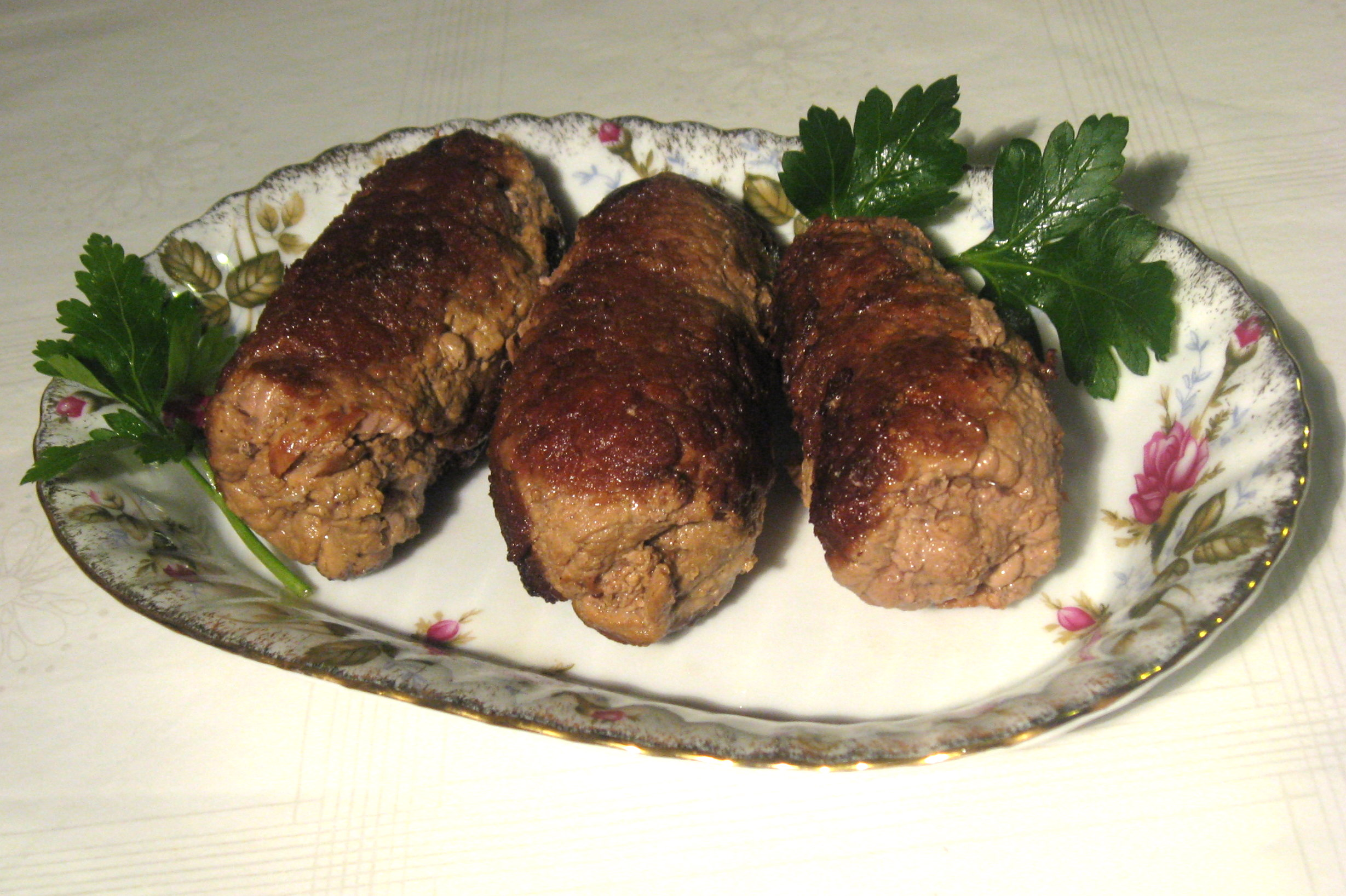
Zrazy

Zrazy ou bifes enrolados são um prato muito popular na Polónia e estão documentados desde a nobreza do século XIV. Por essa razão existem na Polónia inúmeras variedades, principalmente no que diz respeito ao recheio, que pode incluir vários tipos de vegetais, incluindo chucrute, cogumelos, ovos cozidos, pão ralado e várias especiarias, como o rábano-picante.
Os bifes devem ser extremamente finos (quase como uma fatia de fiambre para sandes) e, por isso, recomendam-se bifes cortados para preparar pregos, que podem ainda ser batidos até ficarem bem finos. Numa receita, começa-se por barrar os bifes com mostarda mas, dependendo do recheio, pode também usar-se uma pasta com gordura, como nata ou manteiga-de-alho. Coloca-se o recheio no meio dos bifes, dobram-se para cima as bordas mais pequenas e enrolam-se.
Os bifes recheados são salteados em óleo, até ficarem dourados; com o molho de fritar os bifes, prepara-se um "roux" com farinha de trigo, que se dissolve com caldo de carne, vinho, puré de tomate, sal e pimenta. Quando ferver, juntam-se os bifes e deixam-se cozer em lume brando até a carne ficar macia.
Quando prontos, cobrem-se com o molho e servem-se com arroz branco, puré ou pasteis de batata e farinha de trigo cozidos; é comum na Polónia guarnecer o prato com salsa picada e nata azeda. Segundo alguns especialistas, esta comida é sempre melhor no dia seguinte àquele em que foi preparada.